# Naked Eyes
Naked Eyes é uma dupla inglesa de new wave que ganhou reputação no início dos anos 1980. A dupla teve exatos quatro singles no US Top 40 e destaque na cena synth pop do Reino Unido.
O primeiro sucesso do grupo, "Always Something There to Remind Me", foi um cover de synth-pop do clássico de Burt Bacharach/Hal David. A duo teve sucessos subsequentes com composições próprias: "Promises, Promises", "When the Lights Go Out" e "(What) In the Name of Love".

## História
O Naked Eyes foi no ano de 1982 formado pelo vocalista Pete Byrne e o tecladista Rob Fisher. Os dois músicos já haviam sido membros do Neon, uma banda new wave que também incluía os futuros membros do Tears for Fears, Roland Orzabal e Curt Smith.
O álbum de estreia Burning Bridges foi produzido por Tony Mansfield, junto com o álbum seguinte Fuel for the Fire, que também contou com dois títulos produzidos por Arthur Baker . Seus segundo e terceiro singles, "Promises, Promises" (o mix de 12" que conta com vocais de Madonna ) e "When the Lights Go Out", também foram singles de sucesso nos Estados Unidos.
Apesar do sucesso comercial, o Naked Eyes nunca fez turnê durante sua temporada inicial devido às dificuldades técnicas de recriar o som de estúdio em shows.
Rob Fisher faleceu em 25 de agosto de 1999, aos 42 anos, após uma cirurgia para câncer de intestino.

### Reformação
Byrne lançou um álbum solo, The Real Illusion, em 2001, que continha algumas das últimas faixas que ele compôs com Fisher para um proposto terceiro álbum do Naked Eyes.
Em 2005, Byrne reviveu o Naked Eyes como uma banda ao vivo. Byrne montou uma banda para tocar em shows do Naked Eyes e tem feito turnês regularmente desde então. Em 2007, o Naked Eyes lançou Fumbling with the Covers, um álbum acústico que incluía covers de Bob Dylan, The Beatles e Elvis Costello, entre outros, além de sucessos do Naked Eyes.
No verão de 2008, o Naked Eyes completou uma turnê pelos Estados Unidos com Belinda Carlisle, ABC e Human League. O Naked Eyes fez uma turnê pelos Estados Unidos com as Go-Go's, Scandal e The Motels em 2014 e tem feito turnês todos os verões desde então; a turnê de 2020 do Naked Eyes foi adiada para 2021 devido às restrições relacionadas à COVID-19.
Em 8 de junho de 2021, o Naked Eyes lançou seu último álbum, Disguise the Limit.
Em 2024, o Naked Eyes excursionou pelos Estados Unidos e Canadá como parte da turnê Abducted by the 80's, com outros artistas dos anos 80 como Wang Chung, Men Without Hats e The Motels.

## Discografia

### Álbuns de estúdio
- Burning Bridges (1983) US #32, [7] AUS #88 [8] (autointitulado nos EUA e Canadá, com lista de faixas modificada e arte de capa diferente)
- Fuel for the Fire (1984) EUA #83 [7]
- Fumbling with the Covers (2007)
- Disguise the Limit  (2021)

### Álbuns de compilação
- The Best of Naked Eyes (1991)
- Promises, Promises (The Best of Naked Eyes ) (1994)
- Naked Eyes / Spandau Ballet – Back 2 Back Hits (1998)
- Everything and More (2002)

### Singles
| Título                                                                                  | Ano  | maiores posições nas paradas | maiores posições nas paradas | maiores posições nas paradas | maiores posições nas paradas | maiores posições nas paradas | maiores posições nas paradas | maiores posições nas paradas | Álbum                      |
| Título                                                                                  | Ano  | UK                           | AUS                          | CAN                          | NZ                           | US                           | US AC                        | US Dance                     | Álbum                      |
| --------------------------------------------------------------------------------------- | ---- | ---------------------------- | ---------------------------- | ---------------------------- | ---------------------------- | ---------------------------- | ---------------------------- | ---------------------------- | -------------------------- |
| "Always Something There to Remind Me"                                                   | 1983 | 59                           | 7                            | 9                            | 2                            | 8                            | 31                           | 37                           | Burning Bridges/Naked Eyes |
| "Voices in My Head"                                                                     | 1983 | —                            | —                            | —                            | —                            | —                            | —                            | —                            | Burning Bridges/Naked Eyes |
| "Promises, Promises"                                                                    | 1983 | 95                           | —                            | 13                           | 15                           | 11                           | 19                           | 32                           | Burning Bridges/Naked Eyes |
| "When the Lights Go Out"                                                                | 1983 | —                            | —                            | —                            | —                            | 37                           | —                            | —                            | Burning Bridges/Naked Eyes |
| "(What) In the Name of Love"                                                            | 1984 | —                            | —                            | 77                           | —                            | 39                           | —                            | 35                           | Fuel for the Fire          |
| "—" denota uma gravação que não alcançou sucesso ou não foi lançada naquele território. |      |                              |                              |                              |                              |                              |                              |                              |                            |